# Orange Pi
Orange Pi es una computadora de una sola placa de código abierto, basada en Raspberry Pi pero de menor precio y fabricada por Shenzhen Xunlong Software CO., Limited. Puede funcionar con Android versiones 4, 6 o 7.0, dependiendo del modelo, Ubuntu, Debian, Fedora, Raspbian, ArchLinux, openSUSE, OpenWrt y otros sistemas operativos, aunque el más eficiente es Armbian. Utiliza el procesador AllWinner A20 SoC, y tiene una memoria que va desde los 256 MB de la Orange Pi Zero a los 2GB DDR3 SDRAM de las placas mayores. Cuenta con una ranura para tarjeta TF estándar.
La primera placa fabricada por Xunlong fue la Orange Pi en noviembre de 2014 y dejó de fabricarse en mayo de 2016.

### Detalles
De la empresa Shenzhen Xunlong, las placas Orange Pi tienen un conector de 26 o 40 pines de 0,1" con varias interfaces de baja velocidad, similar al de las populares Raspberry Pi, aunque es importante anotar que hay sutiles diferencias en los puertos serie. El Orange Pi tiene algunos pines adicionales que proporcionan dos puertos serie más. El puerto serie predeterminado /dev/ttyS0, utilizado para la depuración (bootstrap) y la consola serie, se encuentra en J11. El puerto serie "original" de la Raspberry Pi, se encuentra en GPIO 14 y 15 (CON3, clavijas 8 y 10) normalmente se puede acceder como /dev/ttyS2 en el Orange Pi. J12 también proporciona otro puerto serie en las clavijas 4 (RXD) y 6 (TXD), que deben asignarse a /dev/ttyS3.
Nota: La asignación real entre pines físicos, números UART y/o nombres de dispositivos puede depender del kernel específico y la librería y configuración utilizada.
También, y dependiendo del modelo, puede tener puertos USB, Ethernet, WiFi, bluetooth. HDMI e incluso soporte para 2G para IOT (Internet of things). Algunos modelos tienen una memoria interna eMMC mucho más rápida y estable que la tarjeta TF.

### Modelos
- Orange Pi R1 Plus
- Orange Pi Zero 2
- Orange Pi 5
- Orange Pi 4
- Orange Pi 3
- Orange Pi Zero LTS
- Orange Pi Rockchip3399
- Orange Pi Prime
- Orange Pi PC
- Orange Pi One
- Orange Pi Win Plus